# Parkflat Marlot
Parkflat Marlot is een appartementencomplex in de Haagse wijk Marlot. Het complex bestaat uit vier woonblokken naar een ontwerp van Co Brandes dat iets weg heeft van de kruising tussen een landhuis en flatgebouw. Het is gebouwd in de stijl van de Nieuwe Haagse School. 
De toren, de symmetrische opbouw, de spiegelvijvers eromheen suggereren eerder een kasteel dan een appartementencomplex. De bewoners werden anno 1929 gezocht onder renteniers die zich geen huishoudelijk personeel, maar wel wat meer luxe konden veroorloven. Oorlogsschade heeft veel van de oorspronkelijke kenmerken van de Parkflat laten verdwijnen: de stortkokers, de dienstliften en het centrale restaurant zijn niet meer aanwezig. Het restaurant bevond zich in het deel met de toren. In de kelder bevindt zich een inpandige parkeergarage. Alle gevels zijn opgetrokken uit bakstenen. Op de verdieping zijn twee lagen hoog bakstenen terugliggend en een laag uitspringend geplaatst.
In 1993 werd de Parkflat Marlot aangewezen als rijksmonument.
De bekendste inwoner van Parkflat Marlot was oud-minister-president van Nederland Piet de Jong.